# Joseph Vacher
Joseph Vacher (Beaufort, 16 november 1869 – Bourg-en-Bresse, 31 december 1898) was een Frans seriemoordenaar. Vacher stond ook bekend als De Franse Ripper, naar Jack the Ripper, "L'éventreur des bergères" en "L'éventreur du Sud-Est". Mogelijk heeft Vacher meer doden op zijn geweten dan Jack the Ripper. Zeker is in ieder geval dat in zijn tijd men al aangaf dat de moorden gruwelijker waren. Hij heeft tussen 1893 en 1897 zeker elf, maar mogelijk 27, personen vermoord, verkracht en mishandeld. De elf waarvan het zeker is, heeft hij bekend tegenover de onderzoeksrechter.

## De zaak Vacher

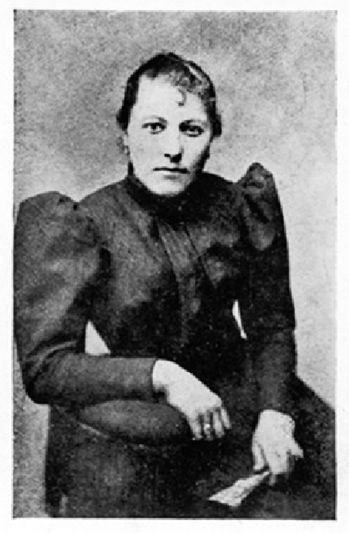
Louise Barrant

Vacher groeide op in een familie die schapen hield. Het is bekend dat Vacher als kind al sadistische trekken had. Hij heeft onder andere zijn broer bijna gewurgd omdat die te langzaam zou zijn geweest met een kruiwagen. Ook heeft hij, puur voor de lol, meerdere schapen de poten gebroken.
Ten tijde van zijn dienstplicht raakte Vacher verliefd op het dienstmeisje Louise Barrant. Zij was negentien en daarmee vier jaar jonger dan Vacher. Barrant ging niet op zijn avances in, wat hij niet kon accepteren. Hij begon haar te stalken en uiteindelijk schoot hij haar drie keer in haar hoofd. Vacher schoot zichzelf twee keer in het hoofd. Beiden overleefden. De artsen konden bij Vacher een van de kogels niet verwijderen; de ontstane wond raakte na verloop van tijd geïnfecteerd. Vanwege de poging tot moord werd Vacher veroordeeld tot opname in een psychiatrische inrichting. Hij werd na tien maanden opname genezen verklaard. Omdat Vacher geen vaste woon- of verblijfplaats had, raakte hij na zijn ontslag uit de inrichting aan het zwerven. In Onglas weet hij een herdersjongen, de 16-jarige Victor Portalier, te doden.  
In 1897 begon de onderzoeksrechter Émile Fourquet als onderzoeksrechter aan een nieuwe zaak. Hij las in de krant Lyon Républicain dat er nabij Lyon een beestachtige moord gepleegd was. Hoewel het buiten zijn jurisdictie lag, trok het wel zijn aandacht omdat in het gebied van Bugey een vergelijkbaar misdrijf was gepleegd. Nabij Lyon was de 13-jarige Pierre Laurent aangerand en vermoord. Twee jaar eerder was de zestienjarige Victor Portalier, op veertig  kilometer ten oosten van Lyon, op vergelijkbare wijze om het leven gebracht. Fourquet vraagt toestemming aan zijn superieur om de zaak van Portalier te heropenen. Na toestemming neemt hij contact op met omliggende districten om andere onopgeloste zaken te vergelijken. Uiteindelijk lijken acht zaken op elkaar. Alle informatie die Fourquet verzameld had, zoals uiterlijke kenmerken en gegevens over de werkwijze van de moordenaar, voegde hij samen in verscheidene schema's. Uit de overeenkomsten bij de verschillende zaken stelde hij een daderprofiel op. Fourquet liet ook getuigen naar zijn kantoor brengen, zij vermeldden  hem kleine details die hij niet uit de onderzoeken kon halen. De getuigen hadden het over het accent en een "merkwaardige stank" die rond de dader hing. Uit alle gegevens stelde Fourquet een daderprofiel op, dat hij uiteindelijk naar 250 andere jurisdicties liet versturen. In het profiel en signalement vermeldde Fourquet echter niets over de verkrachtingen. Dat detail mag volgens hem niet naar buiten gebracht worden, omdat het volk er niet mee belast mag raken. 
Samen met een hondje dat hij voor vier frank heeft gekocht loopt hij onder andere door de Ardèche. Bij een boer aangekomen bedelt hij voor wat eten, hij krijgt wat ratatouille die hij met de hond wil delen. Nadat de hond weigert dreigt Vacher hem dood te slaan als hij niet eet, waarop Vacher een knuppel pakt en de hond doodslaat. Vacher begraaft de hond en vertrekt weer. Nog geen 24 uur na het vermoorden van zijn hond komt Vacher een oudere vrouw tegen die hout aan het sprokkelen is. Vacher valt haar van achteren aan en begint haar te wurgen. Als hij even zijn grip verslapt om een mes te pakken begint de vrouw te gillen. Haar man, die even verderop loopt, hoort het en komt haar te hulp. Vacher stopt pas met zijn poging om haar te vermoorden nadat er meerdere boeren uit de omgeving het stel te hulp zijn gekomen.  

### Arrestatie en onderzoek

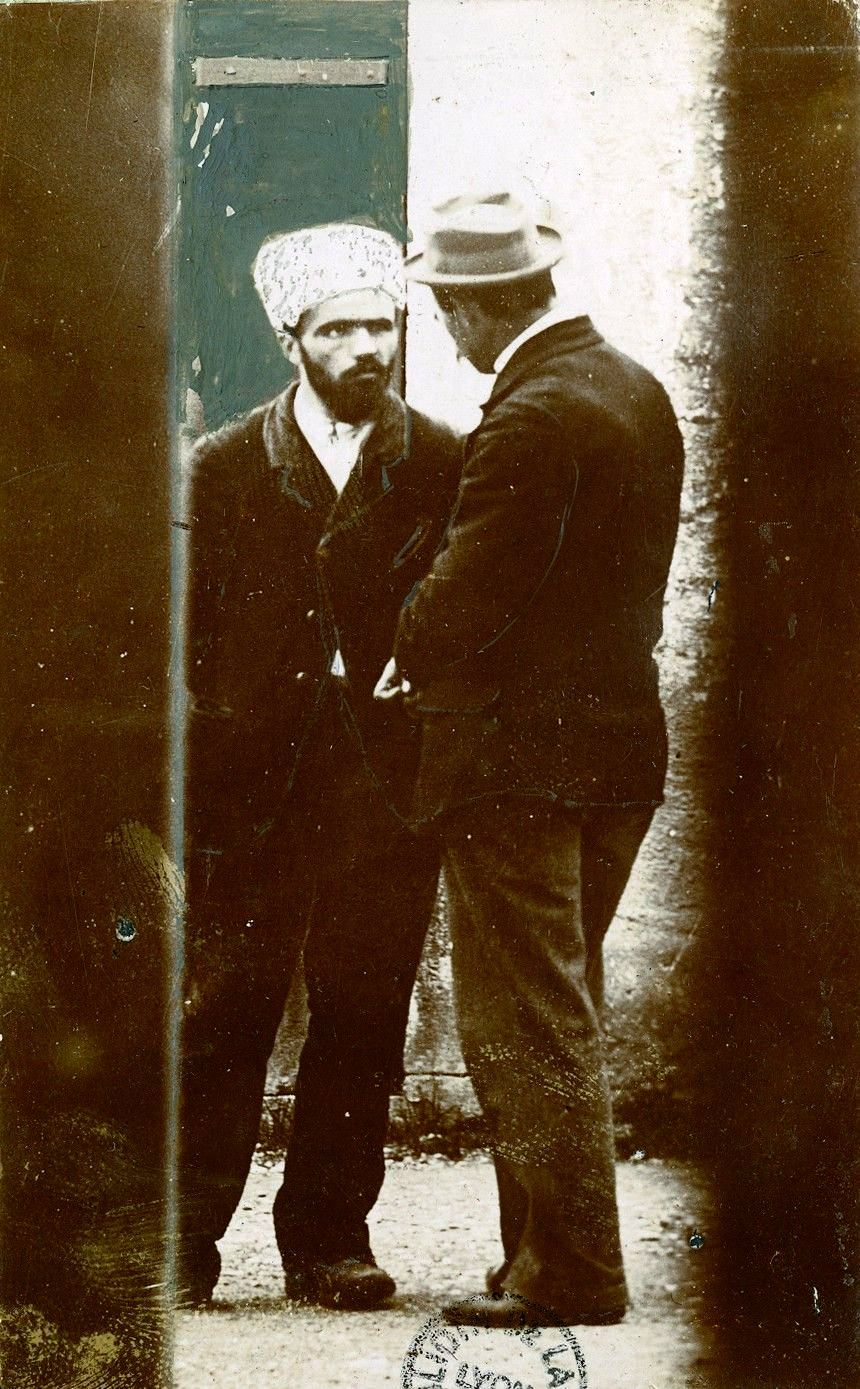
Vacher en Fourquet (op de rug gezien) in gesprek

Vijf uur later zijn er gendarmes uit Tournon gearriveerd, zij brengen hem naar de rechtbank aldaar. Vacher wordt veroordeeld tot een celstraf van drie maanden voor "verstoring van de openbare orde". De rechter merkt het uiterlijk van Vacher op en vergelijkt het uiterlijk van Vacher met het signalement dat is verspreid door Fourquet. De rechter laat het uiterlijk van Vacher tot in detail beschrijven en stuurt dit naar Fourquet in Belley. Een paar dagen later krijgt hij antwoord: hem wordt verzocht Vacher direct naar Belley te sturen.
Fourquet hoort Vacher na aankomst uit over verschillende periodes in zijn leven. Als ze bij de periode in Onglas komen, komt Fourquet ook ter zake. Nadat Fourquet Vacher heeft geconfronteerd met de beschuldiging dat hij Portalier gedood zou hebben, geeft Vacher aan dat hij de jongen niet heeft gekend. De verhoren duren drie weken, maar Vacher zwicht niet. Fourquet geeft op een gegeven moment aan dat Vacher niet de dader is. Fourquet vraagt hem nog wel naar zijn leven als landloper, omdat hij daar een boek over wil gaan schrijven. Fourquet toont ook aantekeningen aan Vacher om hem te overtuigen. Vacher geeft aan het zachte weer te volgen, door in de zomer rond Lyon te verblijven en in de winter naar het zuiden te gaan. Hij vertelt Fourquet welke routes hij volgt en van wanneer tot wanneer hij waar is geweest. Fourquet bemerkt dat er overeenkomsten zijn met de gepleegde moorden. Op 7 oktober 1897 verzoekt Fourquet twaalf inwoners van Onglas om de dader te komen identificeren. Van de twaalf weten tien zeker dat Vacher de zwerver is die zij kort voor de moord op Portalier gezien hebben. Fourquet keert terug naar Vacher en vertelt hem dat hij de moorden in verband kan brengen met hem. Fourquet somt de elf moorden op en vertelt Vacher ook dat hij weet dat alle slachtoffers verkracht of opengesneden zijn. Vacher wordt later lijkbleek naar zijn cel teruggebracht. Later die avond krijgt Fourquet een brief van Vacher waarin hij de moorden bekent.

### Forensisch onderzoek
Om de doodstraf te ontlopen bekent Vacher de moord op Victor Portalier en de tien anderen waar hij van verdacht wordt. Daarnaast geeft hij aan dat hij op zevenjarige leeftijd is gebeten door een hond met hondsdolheid. Het medicijn dat hem toegediend werd zou zijn bloed hebben aangetast. Fourquet krijgt naast de nu opgeloste moorden nog 88 onopgeloste zaken voor zich. Vacher bekent van die zaken er drie, hierna zwijgt hij omdat Fourquet de vermeende geestesziekte van Vacher niet wil openbaren.
Fourquet vraagt de vooraanstaande arts Alexandre Lacassagne om advies over de geestesgesteldheid van Vacher. Lacassagne bezoekt de verdachte meermalen. Tijdens deze bezoeken is Vacher weinig spraakzaam, waardoor er geen goede medische diagnose gesteld kan worden. Lacassagne beoordeelt wel de forensische gegevens van de plaatsen delict en de autopsies. Ook overeenkomsten tussen de moorden worden beoordeeld.

### Rechtszaak en veroordeling
Op 26 oktober 1898 begint in de stad Bourg-en-Bresse de drie dagen durende rechtszaak tegen Joseph Vacher. Hoewel Vacher 11 moorden heeft bekend, staat hij uitsluitend terecht voor de moord op Victor Portalier. Alleen die moord is gepleegd in het rechtsgebied Ain. De rechter verhoort Vacher gedurende een aantal uren, terwijl deze bij zijn verklaring blijft: "Ik had honderden gelegenheden om te moorden. Maar ik deed het alleen als mijn ziekte me de baas werd. Ik ben geen schurk. Ik ben gebeten door een wilde hond." Op de laatste dag moet ook dokter Lacassagne getuigen. Deze deelt meerdere tekeningen van de moorden uit, zodat de juryleden zich een beeld kunnen vormen van de verminkte lichamen. De dokter vertelt hierbij ook dat de dader bij elke misdaad dezelfde modus operandi hanteerde: het slachtoffer bevond zich op een afgelegen plek, de keel werd doorgesneden en daarna werd het lichaam naar een plek buiten het zicht gesleept. Lacassagne geeft aan dat de dader de moorden bewust pleegde en dus niet geestesziek was, de dader moest sadistisch en antisociaal zijn. Ook vertelt de dokter dat een beet door een hondsdolle hond nog nooit tot waanzin heeft geleid. Lacassagne geeft op vraag van de rechter aan dat Vacher ook niet krankzinnig geboren kan zijn, omdat hij daar geen erfelijke schade van vertoont. 
De jury wordt op de laatste dag om 21:00 uur weggestuurd om tot een uitspraak te komen. De vragen die rechter De Coston hen stelt: "Heeft Joseph Vacher de herder Victor Portalier op 31 augustus 1895 vermoord? En deed hij dit met opzet?" Om 21:15 uur komt de jury terug en beantwoordt beide vragen positief. De jury legt Vacher de doodstraf op. Het vonnis werd op 31 december 1898 uitgevoerd door middel van een guillotine. Elf van zijn moorden zijn opgelost, maar er wordt vermoed dat hij er in totaal 27 heeft gepleegd.

## Gevolgen van de moorden

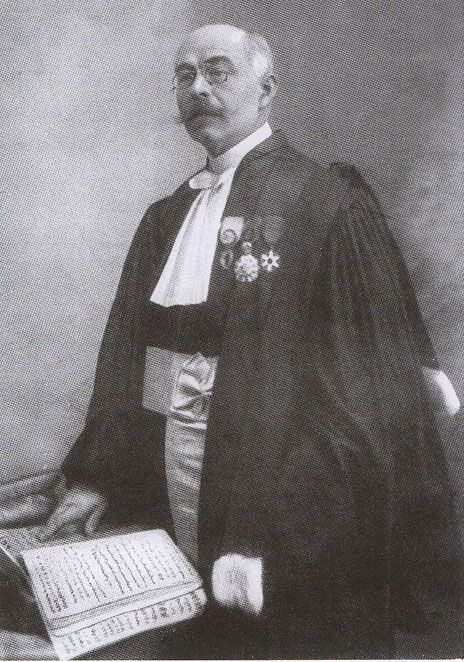
Onderzoeksrechter Emile Fourquet op latere leeftijd

Doordat Vacher de moorden in verschillende politiedistricten pleegt, kan hij er meestal ongestraft mee wegkomen. Dit komt mede doordat de districten niet tot nauwelijks samenwerken. Daarnaast liggen de plekken van de moorden ver uit elkaar, waardoor niemand vermoedt dat ze door één persoon gepleegd zouden kunnen zijn. Hierdoor kon het ook gebeuren dat Vacher zijn eerste moord in 1894 kon plegen en pas in 1897 opgepakt werd.